# Sphiggurus spinosus
Sphiggurus spinosus är en däggdjursart som först beskrevs av F. Cuvier 1823.  Sphiggurus spinosus ingår i släktet Sphiggurus och familjen trädpiggsvin. IUCN kategoriserar arten globalt som livskraftig. Inga underarter finns listade i Catalogue of Life. Det svenska trivialnamnet taggigt gripsvanspiggsvin förekommer för arten.
Detta trädpiggsvin förekommer från centrala Brasilien över östra Paraguay och nordöstra Argentina till centrala Uruguay. Arten lever i skogar och i andra habitat med träd.
Arten når en kroppslängd (huvud och bål) av 28,5 till 47 cm. Svansens längd motsvarar ungefär 75 procent av kroppslängden. Djuret har cirka 5 cm långa bakfötter och ungefär 1,5 cm stora öron. Ovansidan är täckt av lång och mörk gråbrun till svart päls. I pälsen är flera tvåfärgade och korta taggar inblandade men oftast är bara taggarnas spets synlig. De långsmala taggarna som finns hos några andra släktmedlemmar saknas. Ungdjur är mer rödaktiga.